# Leopold Novak
Leopold Novak (sinh 3 tháng 12 năm 1990) là một cầu thủ bóng đá Croatia thi đấu ở vị trí hậu vệ cho NK Vitez.